# Teatral'na (metropolitana di Kiev)
Teatral'na (in ucraino Театральна?, ) è una stazione della linea Svjatošyns'ko-Brovars'ka, la linea 1 della metropolitana di Kiev. È stata inaugurata il 6 novembre 1987.
Si tratta anche di una stazione di interscambio con la linea Syrec'ko-Pečers'ka, la linea 3 della città.